# Estação de Porto-Campanhã
Estação de Campanhã – stacja kolejowa w Porto, w północnej Portugalii. Jest jedną z największych stacji kolejowych w kraju. Otwarta w 1875, do XX wieku stanowiła ważny ośrodek kolejowego transportu towarów i pasażerów. Jednak duże odległość do centrum miasta ograniczała jej oddziaływanie, więc został zbudowany nowy dworzec w centrum Porto, Porto-São Bento, w 1896. Obecnie jest uważany za główne centrum ruchu kolejowego północnej części Portugalii.

## Charakterystyka

### Położenie

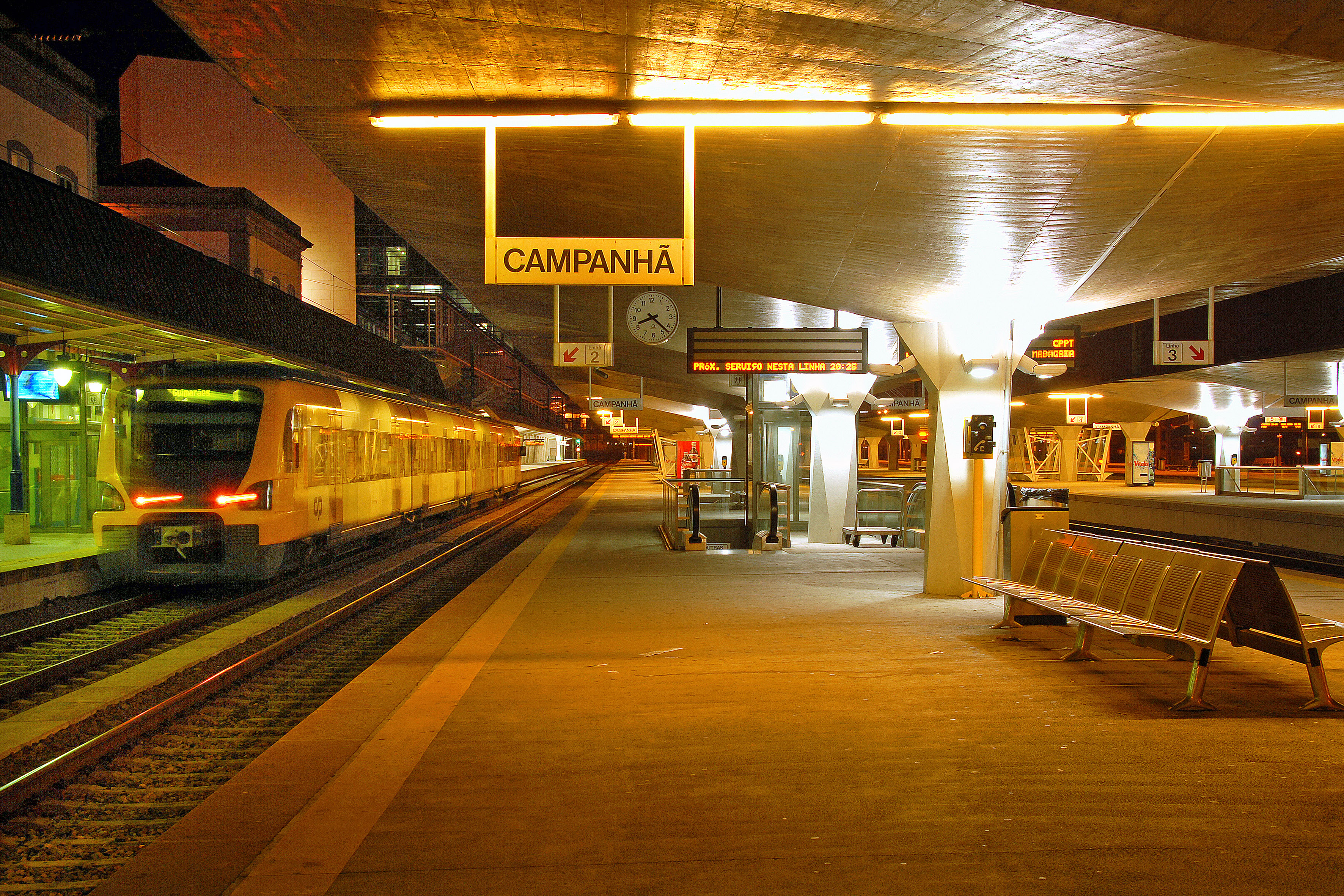
Perony dworca

Stacja ta znajduje się przy Largo da Estação, w mieście Porto.

### Infrastruktura
Stacja posiada 16 torów pasażerskich, których długość to waha się między 220 a 555 m; perony mają długość od 220 do 510 m, a wysokość 90 cm, z wyjątkiem pierwszego o wysokości 65 cm.

### Transport miejski, regionalny i dalekobieżny
| Metro w Porto       | Metro w Porto                            |
| ------------------- | ---------------------------------------- |
| A                   | Estádio do Dragão ↔ Senhor de Matosinhos |
| B                   | Estádio do Dragão ↔ Póvoa de Varzim      |
| C                   | Campanhã ↔ ISMAI                         |
| E                   | Estádio do Dragão ↔ Aeroporto            |
| F                   | Fânzeres ↔ Senhora da Hora               |
| CP Urbanos do Porto |                                          |
|                     | Porto (S. Bento) ↔ Caíde                 |
|                     | Porto (S. Bento) ↔ Guimarães             |
|                     | Porto (S. Bento) ↔ Braga                 |
|                     | Porto (S. Bento) ↔ Aveiro                |

| CP Regional   | CP Regional                            |
| ------------- | -------------------------------------- |
|               | Porto-Campanhã ↔ Valença               |
|               | Porto-Campanhã ↔ Viana do Castelo      |
|               | Porto-Campanhã ↔ Régua                 |
|               | Porto-Campanhã ↔ Coimbra               |
|               | Porto-Campanhã ↔ Lisboa-Santa Apolónia |
|               | Porto-São Bento ↔ Régua                |
| InterRegional |                                        |
|               | Porto-Campanhã ↔ Valença               |
|               | Porto-Campanhã ↔ Pocinho               |
|               | Porto-Campanhã ↔ Régua                 |
|               | Porto-São Bento ↔ Pocinho              |
|               | Porto-São Bento ↔ Régua                |

| CP Longo Curso | CP Longo Curso                          |
| -------------- | --------------------------------------- |
|                | Porto (Campanhã) ↔ Lisboa (S. Apolónia) |
|                | Braga ↔ Lisboa (S. Apolónia)            |
|                | Porto-Campanhã ↔ Faro                   |
|                | Lisboa-Santa Apolónia ↔ Porto-Campanhã  |
|                | Lisboa-Santa Apolónia ↔ Guimarães       |
|                | Lisboa-Santa Apolónia ↔ Braga           |
|                | Porto-Campanhã ↔ Coimbra                |
| Internacional  |                                         |
|                | Porto-Campanhã ↔ Vigo                   |

 Autobusy Sociedade de Transportes Colectivos do Porto:
- 205 Campanhã - Castelo do Queijo
- 206 Campanhã - Santo Eugénio
- 207 Campanhã - Foz (Mercado)
- 400 Aliados - Azevedo (Via Campanhã)

## Historia

### Inauguracja
Pierwszy odcinek Linha do Minho od Campanhã do Nine, otwarto wraz z odgałęzieniem do Bragi 21 maja 1875. Została ona zbudowana przez państwo portugalskie.
W dniu 5 listopada tego samego roku, otwarto odcinek do Vila Nova de Gaia Linha do Norte.

### Powstanie stacji São Bento
Pomimo dużego znaczenia jako głównego węzła kolejowego Porto, stacja położona była zbyt daleko od centrum miasta, w sytuacji, która utrudnia transport pasażerów i towarów. Ruch nadal koncentrował się na stacji, gdzie w 1893 z usług stacji skorzystało około 750 tysięcy pasażerów i 600 ton towarów. Z tego powodu zdecydowano się na budowę dworca kolejowego São Bento, w centrum miasta który został oddany 7 listopada 1896.

### Wiek XX
W 1902 roku zainstalowano metalowe zadaszenie od strony Rua da Noeda, w celu rozbudowy tego obiektu.
W 1931 roku Generalna Dyrekcja Kolei zainstalowała system sygnalizacji i blokad elektrycznych między São Bento i Campanhã, w celu umożliwienia dobudowy drugiego toru, która została ukończona w roku następnym; prace uznano za znaczny sukces, a tym samym przyspieszenie pociągów.

## Linie kolejowe
- Linha do Norte
- Linha do Minho
- Ramal da Alfândega